# Núi Parnassus
| Parnassus           | Parnassus            |
| ------------------- | -------------------- |
| Độ cao:             | 2,457 m (8,062 ft)   |
| Tọa độ:             |                      |
| Vị trí:             | trung Delphi, Hy Lạp |
| Hành trình dễ nhất: | đi bộ                |

Núi Parnassus là ngọn núi ở khoảng trung tâm Hy Lạp, phía bắc Vịnh Corinth. Theo truyền thuyết Hy Lạp, ngọn núi này là nhà của các Muse. Một giả thuyết cho rằng tiếp đầu ngữ "Parna-" bắt nguồn từ tiếng Luwian nghĩa là Nhà.